# Ислам в Буркина-Фасо
Ислам в Буркина-Фасо является доминирующей религией, её исповедует более 65 % населения страны.

## Статистические данные
В соответствии с данными переписи 2006 года конфессиональный состав населения таков:
- 61 % мусульмане (большинство — сунниты[1], меньшинство — шииты, также есть суфии (орден Тиджанийа) и салафиты[2]);
- 23 % христиане;
  - 19 % католики;
  - 4 % протестанты;
- 15 % последователи традиционных верований[1].

## Географическое распределение
Мусульмане преимущественно расселены в северной, восточной и западной частях страны, в то время как христиане составляют большинство в центральных районах страны. Население Уагадугу, столицы и крупнейшего города страны, составляют примерно в равных пропорциях христиане и мусульмане, в то время как второй по численности жителей город Буркина-Фасо Бобо-Диуласо практически полностью исламский. Небольшие общины сирийских и ливанских иммигрантов, проживающие в обоих крупнейших городах практически полностью (более 90 %) состоят из христиан.